# 자이언트들소
자이언트들소(Giant bison)는 플라이스토세 후기 시대에 캐나다 남부에서 멕시코에 걸쳐 북아메리카에 살았던 멸종된 들소 종이다. 큰 몸집과 독특한 긴 뿔로 유명하다.

## 묘사
이 종의 두개골과 뿔만 잘 보존되어 있기 때문에 현재 자이언트들소의 크기는 명확하게 알려져 있지 않다. 다리 뼈를 기준으로 볼 때 자이언트들소의 질량은 현대 아메리카들소의 질량보다 25~50% 더 큰 것으로 추정되어 의심할 여지 없이 역대 가장 큰 반추동물 중 하나이다.
알려진 종의 크기는 아메리카들소와 유럽들소를 포함하여 멸종된 및 현존하는 어떤 들소보다 평균적으로 크며, 이는 알려진 들소 중 가장 큰 들소이다. 전체적으로 길이는 약 4.75m였으며, 기갑 높이는 약 2.3m 또는 최대 2.5m에 달했다. 추정 무게가 1,250kg에서 2,000kg인 자이언트들소는 현대 기린과 선사 시대의 긴 뿔을 가진 펠로로비스에 필적하는 가장 큰 반추동물 중 하나였다. 스텝들소의 화석 측정 결과, 이 종은 형태와 서식지 선택 모두에서 자이언트들소와 유사했을 가능성이 있으며, 최대 210cm의 비슷한 몸집과 뿔을 가지고 있었다.
자이언트들소의 뿔은 끝에서 끝까지 213cm까지 측정된 반면, 현대 아메리카들소의 뿔은 66cm에서 90cm까지 측정되었다.

## 서식지 및 행동
자이언트들소는 멕시코 남부에서 캐나다 남부까지, 서쪽으로는 캘리포니아주, 동쪽으로는 플로리다주와 미국 중서부까지 북아메리카 전역에 걸쳐 분포했다. 주로 방목지였지만 자이언트들소는 그 범위 전반에 걸쳐 높은 수준의 식이 유연성과 적응력을 보였다. 플로리다주에서 발견된 표본의 동위원소 분석은 주로 방목을 기반으로 한 식단을 시사하는 반면, 조지아주 클라크쿼리에서 발견된 표본의 동위원소 분석은 이 표본들이 계절에 따라 식단이 달라지는 혼합 먹이 식단을 가지고 있었음을 시사한다.

## 멸종
많은 연구에서 자이언트들소가 약 2만 년 전 또는 그 이전에 멸종했다고 제안했지만, 2022년 연구에 따르면 현재 약 13,000년 전 텍사스주 남부에서 발견된 유골이 보고되었다. 인간 사냥의 압력이 자이언트들소의 멸종에 영향을 미쳤을 수 있다.